# جمعه الماجد
جمعه الماجد (انگلیسی: Juma al Majid؛ زادهٔ ۱ ژانویهٔ ۱۹۳۰) تاجر، کارآفرین، سیاست‌مدار، وکیل و خیر اهل امارات متحده عربی است.
او یکی از ثروتمندترین عرب‌های دنیاست.